# Гагарин (Джизакская область)
Гагарин (узб. Gagarin / Гагарин) — город, административный центр Мирзачульского района Джизакской области Узбекистана.
В городе расположена железнодорожная станция Ирджарская (на линии Сырдарьинская — Джизак).

## История
«В период с 1920-х до 1950-х годов существовала практика передачи территорий под пастбища в состав других республик. Она предусматривала передачу во временное пользование определённой площади и проводилась ради увеличения продуктивности животноводства. Однако, при пользовании „чужими“ землями, пользователи не уделяли большого внимания к сохранению таких земель и они теряли свое плодородие. При этом некоторые территории часто переходили от одной республики к другой, чаще всего такое происходило с Бостандыкским районом Южно-Казахстанской области. В начале 1950-х годов началось[кем?] обсуждение полной передачи района в состав Узбекистана и 21 января 1956 года Верховный Совет Казахской ССР издал постановление об обращении в Верховный Совет СССР с запросом о передаче Бостандыкского района общей площадью почти 5 тысяч км² из состава Казахской ССР в состав Узбекской ССР, кроме определённых территорий:
- пастбищ, которые использовались колхозами Джамбульской и Южно-Казахстанской областей;
- земель, что находились под руководством Южного Голодностепского и левой ветви Центрального Голодностепского каналов;
- земель, переданных на временное пользование Узбекской ССР в 1936—1937 годах.» — из статьи «Узбекско-казахстанская граница».

26 января 1963 года Президиум Верховного Совета Казахской ССР постановил передать в состав Узбекской ССР Кировский и Пахта-Аральский районы, Кзилкумский и Чимкурганский сельсоветы Кзылкумского района Чимкентской области общей площадью 9560 км², а также 15 440 км² пастбищ Чимкентской области и 11 500 км² пастбищ Кзыл-Ордынской области, которые находились в длительном пользовании Узбекской ССР. 25 мая Президиум Верховного Совета Узбекской ССР издал указ «О частичном изменении границы с Казахской ССР». 19 сентября Президиум Верховного Совета СССР издал указ «О частичном изменении и уточненном описании республиканских границ между Узбекской ССР и Казахской ССР».
Таким образом, 19 сентября 1963 года указом Президиума Верховного Совета СССР «О частичном изменении и уточненный описание республиканских границ между Узбекской ССР и Казахской ССР» Узбекской ССР отошло 36 630 км² казахской территории и поселок городского типа Ержар с казахским населением и прилегающими землями, также отошёл к Узбекистану. Статус города присвоен в 1974 году. Название городу Гагарин дал основатель района — первый секретарь райкома Коммунистической партии Узбекистана Сатай Керимов.

## Экономика
В советское время в городе действовали хлопкоочистительный завод и завод железобетонных изделий.

## Население
| 1979   | 1989   | 2012   |
| ------ | ------ | ------ |
| 19 582 | 17 907 | 45 000 |

## Достопримечательности
- Памятник лётчику-космонавту Юрию Гагарину — 1-му человеку в мировой истории, совершившему полёт в космическое пространство, является одной из главных достопримечательностей города. Памятник расположен в самом центре города на Центральной улице. Ежегодно 12 апреля, в Международный день полёта человека в космос и Всемирный день авиации и космонавтики, жители и гости города с почестями возлагают цветы к памятнику человека, в честь которого назван город, а школьники и студенты учебных заведений проводят различные мероприятия.
- площадь Памяти.
- Узбекско-казахский национальный культурный центр.
- Центр государственных услуг.

## Известные уроженцы
- Димитриос Пападопулос — греческий футболист, чемпион Европы 2004 года.